# Церква Пресвятої Діви Марії Милосердя (Белен)
Церква Пресвятої Діви Марії Милосердя (порт. Igreja de Nossa Senhora das Mercês) — католицька церква у місті Белен, штат Пара, Бразилія. Розташований на площі Visconde do Rio Branco. Входить до складу архієпархії Белен-до-Пара. Національна пам'ятка (ID 388).
Перший храм Пресвятої Діви Марії в Белені був побудований в 1640 році ченцями Педро де ла Руа Кірне і Жоаном да Мерсеш (Pedro de La Rua Cirne, Frei João da Mercês) з чернечого ордена мерседаріїв. Цей храм був частиною монастиря на честь Божого Милосердя.
У 1748 році на цьому ж місці почалося будівництво нового однойменного храму в стилі примітивного бароко за проектом італійського архітектора Джузеппе Ланді.
У 1763 році відбулося освячення храму.
У 1794 році ченці вигнані португальською владою з Белена і монастир став використовуватися митницею.
У 1835 році монастир захоплений повстанцями під час Канабажена. В подальший час у храмі та монастирі розташовувалися казарми міліції, військовий арсенал, поштове відділення та батальйон мисливців. 
У XIX столітті храм покинутий і використовувався міською владою як склад.
На початку XX століття передано архієпархії Белен-до-Пара, після чого розпочалися реставраційні роботи.
У 1913 році знову відкрито для богослужіння.
У 1986 році набув статусу Національної пам'ятки.
Пожежа, що сталася в 1978 році, знищила більшу частину приміщень колишнього монастиря, сам же храм не постраждав від вогню.
У 2004 повернуто під опіку ченцям з ордена мерсердаріїв.